# Titularbistum Gabii
Gabii (ital.: Gabi) ist ein Titularbistum der römisch-katholischen Kirche. 
Es geht zurück auf einen antiken Bischofssitz in der Stadt Gabii, die sich in der italienischen Region Latium befand.
| Titularbischöfe von Gabii |                                                              |                                                               |                   |                    |
| Nr.                       | Name                                                         | Amt                                                           | von               | bis                |
| 1                         | James Thomas Gibbons Hayes SJ Titularerzbischof pro hac vice | emeritierter Erzbischof von Cagayan de Oro (Philippinen)      | 13. Oktober 1970  | 2. Dezember 1970   |
| 2                         | Georges Rol                                                  | Koadjutorbischof von Angoulême (Frankreich)                   | 27. Februar 1973  | 1. Juli 1975       |
| 3                         | John Joseph Thomas Ryan Titularerzbischof pro hac vice       | Koadjutor-Militärerzbischof der USA Militärerzbischof der USA | 4. November 1975  | 9. Oktober 2000    |
| 4                         | Augustinho Petry                                             | Weihbischof im Militärordinariat Brasilien                    | 27. Dezember 2000 | 14. November 2007  |
| 5                         | Sebastià Taltavull i Anglada                                 | Weihbischof in Barcelona (Spanien)                            | 28. Januar 2009   | 19. September 2017 |
| 6                         | Paolo Ricciardi                                              | Weihbischof in Rom (Italien)                                  | 23. November 2017 | 28. Januar 2025    |